# 마이애미 대학교 (플로리다주)
마이애미 대학교(영어: University of Miami)는 미국 플로리다주에 있는 명문 사립 종합대학교이다. 마이애미 부근의 코럴게이블스에 위치한다. 1925년 마이애미 지역사회를 위한 대학 설립 요구에 따라 마이애미 시민들의 후원으로 마이애미 시 교외의 코럴게이블스에 대규모 부지를 매입하여 설립되었다. 설립 후 대학은 빠르게 성장하여 미국에서 상당한 규모를 갖춘 사립대학이 되었다. 교직원수는 2,000여명이고, 학생수는 2008년 현재 15,449명이다. (학부 10,379명, 대학원 5,070명이고, 재학생 중 동양계 학생은 5%이다.) 미국 대학 랭킹에서는 40위권이며, 2008년 가을에 입학한 신입생의 경우 지원자 21,774명중 39%가 합격했었다.
참고로 오하이오 주에 있는 마이애미 대학교와는 별개의 대학교이다.
2009년 7월, 미국 입시정보 제공업체인 프린스턴 리뷰는 마이애미 대학교를 "미국 상위 371개 대학" 중 인종차별의 벽이 가장 없는 학교 (Friendliest Race/Class Relations)로 선정했다.